# Maria Vittoria af Savoyen-Carignano
Maria Vittoria Francesca  af Savoyen (født 9. februar 1690  i Torino, død 8. juli 1766  i Paris) var en legitimeret datter af Viktor Amadeus 2. Sardinien-Piemont, der var Sardiniens første konge. 
Hun var storesøster til Vittorio Francesco (1694 – l762), der var markis af Susa, mens Maria Vittoria selv var markisinde af Susa. Gennem sit ægteskab blev Maria Vittoria titulær fyrstinde af Carignano. 
Hendes tipoldesøn var konge af Sardinien i 1831–1849. Hendes tiptipoldesøn og dennes efterkommere var konger af Italien i 1861–1946. 

## Familie
Maria Vittoria og hendes yngre bror var børn af Viktor Amadeus 2. Sardinien-Piemont, der havde været konge af Sicilien i 1713 – 1718, og som var Sardiniens første konge i 1720 – 1730 og hans elskerinde Jeanne Baptiste d'Albert de Luynes (1670 – l736). De var født uden for ægteskab, men de blev senere legitimerede og fik titlerne markis af Susa og markisinde af Susa.
Maria Vittoria var gift med Viktor Amadeus 1. af Savoyen-Carignano (1690 – 1741), der var blevet titulær fyrste af Carignano i 1709. De fik fem børn. Den ældre overlevende søn var:
- Luigi Vittorio af Savoyen-Carignano